# چولک‌اصلی
چولک اصلی یکی از روستاهای دهستان طریق الاسلام بخش مرکزی شهرستان نهاوند

## موقعیت جغرافیایی
این روستا در ۱۰ کیلومتری جاده نهاوند کرمانشاه واقع است. چولک از رودخانه گاماسیاب آبیاری می‌شود و باغ‌های فراوانی دارد.

## جمعیت
جمعیت این روستا طبق سرشماری سال ۱۳۹۵، ۳۸۲ نفر و دارای ۱۳۱ خانواده است که شامل ۱۸۴ مرد و ۱۹۸زن می‌شود.

## مشاهیر
عبدالباقی نهاوندی